# Břežany (Boêmia Central)
Břežany é uma comuna checa localizada na região da Boêmia Central, distrito de Rakovník.